# Trattato di Merseburgo

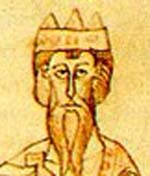
Corrado II, imperatore del Sacro Romano Impero

Il trattato di Merseburgo del 1033 fu un accordo tra l'imperatore della dinastia salica Corrado II e il re della dinastia Piast Mieszko II, che risolse la questione della successione polacca che era stata oggetto di disputa, dalla morte di Bolesław I Chrobry, tra Mieszko e i suoi fratellastri Bezprym, Ottone e Dytryk. 
La Polonia fu divisa in tre parti con Mieszko designato come sovrano supremo. In cambio del sostegno dell'imperatore, tuttavia, Mieszko fu costretto a rinunciare al titolo di re, che era stato acquisito da suo padre poco prima della morte (anche se forse il titolo forse era già stato acquisito con il congresso di Gniezno del 1000), e a rinunciare al controllo della marca di Lusazia e dell'Alta Lusazia. Poco dopo la firma del trattato, Ottone morì per cause naturali e Mieszko impedì a Dytryk di prendere il controllo della zona appartenuta al fratello. Nonostante il trattato, Mieszko continuò a usare il titolo di re fino alla sua morte, avvenuta poco dopo il trattato, nel 1034. 

## Preludio

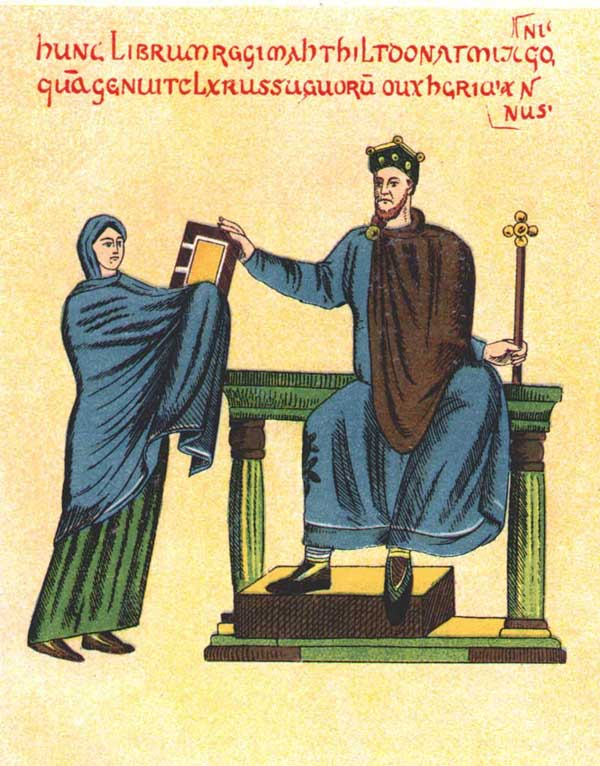
Mieszko II e la duchessa Matilde di Schwaben su una copia del XIX secolo di una miniatura medievale ormai perduta

All'Imperatore Enrico II successe Corrado II, mentre a Boleslaw I, che si era incoronato re di Polonia due mesi prima della morte di Enrico (1025), subentrò a Mieszko II. Nel 1028 Mieszko II attaccò le marche orientali della Sassonia. Di conseguenza la sede del vescovato di Zeitz fu trasferita nella più sicura Naumburg e Corrado II lanciò numerosi contrattacchi. Mieszko II evitò di scendere in una battaglia aperta e si ritirò in terreni svantaggiosi per i tedeschi, vale a dire nelle foreste, quasi impraticabili per la pesante cavalleria avversaria. Corrado II fu sostenuto da Ulrico/Oldřich di Boemia che, nel corso della campagna del 1029, conquistò la Moravia. Nel 1030 Mieszko II attaccò nuovamente le marche orientali, ma nel 1031 fu respinto da Corrado II e costretto a fare la pace. Nell'accordo Mieszko II rinunciò alle sue pretese sulla marca lusaziana e sull'Alta Lusazia.

## Merseburgo (1033)

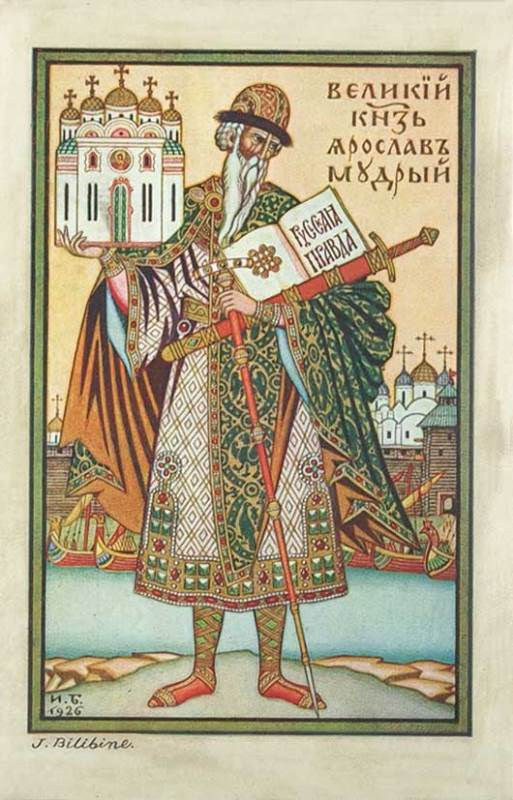
Yaroslav I di Kiev, immagine di Ivan Bilibin

Dopo la pace di Bautzen (1031) (da non confondersi con l'omonima pace del 1018), Jaroslav I di Kiev attaccò Miesko II da est. Yaroslav sostenne il fratellastro di Mieszko II, Bezprym, nella successione di Boleslaw I e concesso rifugio alla sua corte quando Mieszko II assunse il potere. Con il sostegno di Yaroslav I, Bezprym espulse Miesko II, ma egli fu assassinato nel 1032, molto probabilmente a causa della sua crudeltà e per la brutale repressione dei nobili che gli si erano opposti. Contrariamente al fratellastro, Bezprym non aveva assunto il titolo di re di Polonia allo scopo di ottenere il sostegno di Corrado II, e aveva persino inviato le insegne reali polacche all'imperatore a tale scopo. Dopo la morte di Bezprym, la moglie di Corrado, l'imperatrice Gisela, così come diversi nobili tedeschi, intercedettero per conto di Mieszko e questo tornò al potere, e partecipò ad un Hoftag a Merseburgo nel 1033. 
Durante l'Hoftag, Mieszko II rinunciò alle sue rivendicazioni sulla marca di Lusazia e sull'Alta Lusazia (Milzenerland), e rinunciò a rivendicare il titolo di re. Enrico II divise la Polonia in tre parti, dando la Slesia al fratellastro di Mieszko, Ottone, mentre l'altro fratellastro, Dytryk (Boguslaw), molto probabilmente ricevette la Pomerania Anteriore. Corrado però confermò la superiorità di Mieszko su questi. Tuttavia, nello stesso anno, Ottone morì per cause naturali e Mieszko impedì con successo a Dytryk di assumere potere in Pomerania, riunendo così il nucleo delle terre polacche. Continuò anche a usare il titolo di re e i documenti polacchi dell'epoca si riferivano a lui come tale, nonostante l'accordo di Merseburgo. In ogni caso, Mieszko II morì poco dopo la firma del trattato, nel 1034, e alla sua morte scoppiò una reazione pagana in Polonia, e sua moglie Richeza e suo figlio Casimiro I fuggirono in Germania.